# Richard Dean Anderson
Pour les articles homonymes, voir Richard Anderson (homonymie) et Anderson.
Richard Dean Anderson est un acteur et producteur américain, né le 23 janvier 1950 à Minneapolis (Minnesota).
Il est surtout connu pour les rôles principaux dans les séries télévisées MacGyver et Stargate SG-1.

## Biographie

### Jeunesse et formation
Richard Dean Anderson naît le 23 janvier 1950 à Minneapolis, dans le Minnesota. Ses parents Stuart Jay Anderson et Jocelyn Rhae Carter ont quatre enfants, Richard étant l'aîné. Il est d'origine écossaise, suédoise, norvégienne, amérindienne et Finlandais suédoise. Il grandit à Roseville (Minnesota) et fréquente la Ramsey High School. Durant son enfance, il se brise les deux bras, ce qui met un terme à son ambition de devenir joueur de hockey professionnel. Il développe alors un intérêt pour l'art, la musique et le théâtre. Pendant une courte période, Richard Dean Anderson essaie de devenir musicien de jazz.
Il fait ses études d'art dramatique à l'université d'État de Saint Cloud dans le Minnesota puis à l'université de l'Ohio, mais il abandonne avant d'avoir son diplôme car il se sentait « amorphe ». Juste après sa première année à l'université, il participe avec des amis à un cross-country du Minnesota jusqu'en Alaska. Puis il s'installe avec son ami Ricky et sa petite amie Dianne, tout d'abord dans le nord de Hollywood, puis à New York, et enfin à Los Angeles.

### Carrière

#### Début
Richard Dean Anderson a plusieurs petits rôles de comédien dans le spectacle et le cirque[Quand ?]. Il déclare par la suite que cette période était la plus heureuse de sa vie, et exprime un fort intérêt pour l'enseignement de la jonglerie et les divers arts du cirque aux jeunes défavorisés.
Le premier rôle marquant de l'acteur est celui du docteur Jeff Webber dans la série américaine General Hospital, de 1976 à 1981. L'année suivante, il obtient celui d'un personnage nommé Adam dans la série télévisée de CBS Seven Brothers. Tout cela lui offre une certaine reconnaissance qui restait cependant limitée à son pays d'origine, les États-Unis.

#### MacGyver

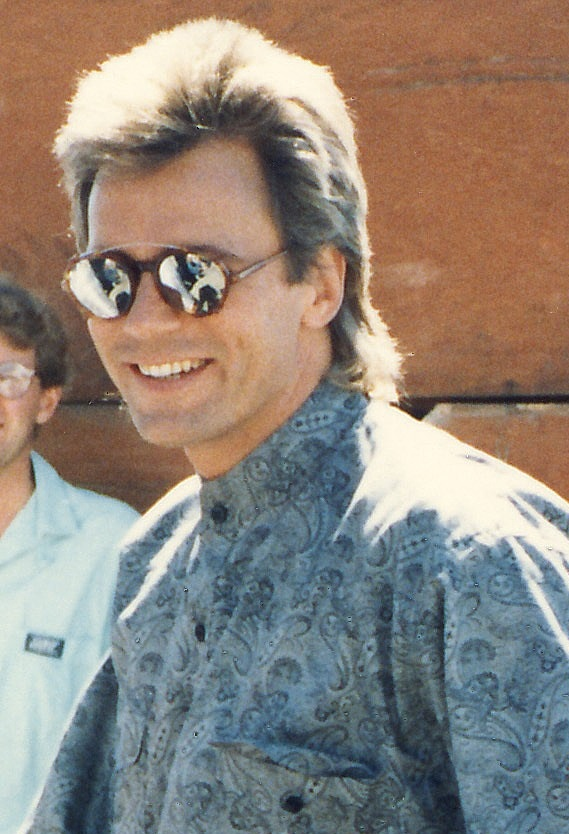
Richard Dean Anderson en 1985.

Ce n'est qu'à partir de 1985 que Richard Dean Anderson, alors âgé de trente-cinq ans, franchit un palier dans sa carrière en interprétant son rôle titre dans la série américaine MacGyver qui le fait connaître dans le monde entier ; celle-ci connait en effet un grand succès aux États-Unis, mais aussi au niveau international, jusqu'au début des années 1990. La série dépeint les aventures d'un personnage, Angus MacGyver, mélange d'espion et d'aventurier au service d'une agence gouvernementale dont la créativité est au cœur de l'intrigue, laquelle lui permet de se sortir des impasses et de résoudre les situations délicates dans lesquelles il se trouve (cette inventivité consiste à recourir à tout ce qui se trouve à sa disposition pour créer dispositifs et gadgets invraisemblables).

#### Stargate
Après quelques années marquées notamment par deux longs métrages télévisés basés sur la série MacGyver, Richard Dean Anderson intègre, en 1997, la série Stargate SG-1, jouant, jusqu'aux années 2000, le rôle de Jack O'Neill, colonel puis lieutenant-général de l'armée américaine chargé de diriger l'équipe SG-1 dans diverses explorations d'autres mondes au travers des « portes des étoiles ».
Cette série, qui connut elle aussi le succès international, est basée sur le film du même nom sorti quelques années plus tôt. Après 8 ans en tant que personnage principal, il quitte la série pour s'occuper de sa famille. Néanmoins il est présent en tant qu'invité dans 4 épisodes des saisons 9 et 10 ainsi que dans 4 épisodes de Stargate Atlantis, 6 de Stargate Universe et dans le téléfilm Stargate Continuum. Il devait retrouver un rôle principal dans le téléfilm annulé Stargate Revolution.

## Richard Dean Anderson etLes Simpson
Richard Dean Anderson est un grand fan des Simpson. Il est ainsi invité dans le dix-septième épisode de la dix-septième saison de la série, Notre Homer qui êtes un Dieu (Kiss Kiss, Bang Bangalore), où il prête sa voix pour son personnage. Dans cet épisode, il est enlevé et séquestré par les sœurs jumelles de Marge Simpson, Patty et Selma Bouvier, fans inconditionnelles de MacGyver et présidentes du fan-club local.
Les clins d'œil aux Simpson dans la série Stargate SG-1 sont aussi courants :
- dans le cinquième épisode de la troisième saison intitulé Méthodes d'apprentissage, le colonel Jack O'Neill dessine le visage de Homer Simpson sur le mur avec la jeune fille, à la fin de l'épisode ;
- dans le dixième épisode de la quatrième saison, Sous la glace, après avoir perdu la mémoire, le colonel Jack O'Neill se rappelle qu'un homme gros et chauve occupe une place très importante dans sa vie. Tous les aficionados s'attendent à ce qu'il parle du général Hammond, mais c'est un certain Homer qui est alors nommé. « Il est très important pour moi » dit-il au major Carter ;
- dans le quatrième épisode de la sixième saison, Prisonnière des glaces, le colonel Jack O'Neill est embêté d'avoir oublié d'enregistrer Les Simpson et répond à Teal'c, qui l'interroge d'un haussement de sourcil, « C'est très important pour moi ! » ;
- dans le vingt-et-unième épisode de la septième saison, La Cité perdue 1/2, le colonel O'Neill demande la permission de rentrer chez lui après avoir été aspiré par la bibliothèque des Anciens, car un épisode des Simpson va bientôt commencer. Puis le colonel O'Neill est dans sa maison avec l'équipe SG1 et dit que « Mr Burns est un Goa'uld » ;
- dans le quinzième épisode de la huitième saison, Rien à perdre, Dan Castellaneta, qui fait la voix américaine d’Homer Simpson est l'invité. Dans cet épisode le personnage interprété par Dan Castellaneta confirme la théorie du colonel Jack O'Neill qui pense que M. Burns est un Goa'uld ;
- dans le dix-neuvième épisode de la huitième saison, Retour vers le futur (1/2), le bateau du colonel Jack O'Neill est nommé le Homer. Dans le même épisode, lorsque des militaires viennent chercher Jack sur son bateau pour lui demander son aide il leur répond : « Qu'il aille se faire shampooiner » (« Eat my short » en version originale) qui est la phrase culte de Bart Simpson.

### Vie privée
Richard Dean Anderson ne s'est jamais marié, et bien qu'il préfère préserver sa vie privée, on sait qu'il a été lié dans le passé avec plusieurs femmes : Deidre Hall, Sela Ward, Marlee Matlin, Katarina Witt, Teri Hatcher, et Lara Flynn Boyle. En 1996, Richard Dean Anderson rencontre Apryl Prose, ils ont une fille, Wylie Quinn Annarose Anderson, née le 2 août 1998. Il parle avec beaucoup d'enthousiasme de sa paternité ; il est d'ailleurs très fier de sa réputation de « papa poule ».
Il vit à Vancouver et à proximité de Los Angeles, et possède une résidence dans le nord du Minnesota.

## Filmographie

### Cinéma
- 1982 : Young Doctors in Love de Garry Marshall : dealer de drogue (non-crédité)
- 1986 : Odd Jobs de Mark Story : Stud

### Télévision
- 1976 - 1981 : Hôpital central : Dr Jeff Webber
- 1981 : Drôle de vie : Brian Parker (1 épisode)
- 1981 : Today's F.B.I. : Andy McFey (1 épisode)
- 1982 : La croisière s'amuse : Carter Randall (1 épisode)
- 1982 - 1983 : Seven Brides for Seven Brothers : Adam McFadden (22 épisodes)
- 1983 - 1984 : Scandales à l'Amirauté (Emerald Point N.A.S.) : Navy Lt. Simon Adams (22 épisodes)
- 1985 - 1992 : MacGyver : Angus MacGyver (139 épisodes)
- 1986 : Ordinary Heroes de Peter H. Cooper : Tony Kaiser (téléfilm)
- 1992 : Piège à domicile de Peter Markle : Ray Bellano (téléfilm)
- 1992 : Le Prix du secret : Jack Rourke (téléfilm)
- 1994 : MacGyver : Le trésor perdu de l'Atlantide : Angus MacGyver (téléfilm)
- 1994 : Delit d'amour : Bradley Matthews (téléfilm)
- 1994 : MacGyver : Le chemin de l'enfer : Angus MacGyver (téléfilm)
- 1995 : Legend : Ernest Pratt et Nicodemus Legend (12 épisodes)
- 1995 : Past the Bleachers de Michael Switzer : Bill Parish (téléfilm)
- 1996 : Destination inconnue (Pandora's Clock) de Eric Laneuville : Capt. James Holland (téléfilm)
- 1997 : Firehouse de John McNaughton : Lt. Michael Brooks (téléfilm)
- 1997 - 2007 : Stargate SG-1 : Colonel puis Général Jack O'Neill (principal saison 1 à 8, invité saisons 9 et 10) (173 épisodes)
- 2004 - 2006 : Stargate Atlantis : Général Jack O'Neill (saisons 1 et 3 : 4 épisodes)
- 2006 : Les Simpson : Notre Homer qui êtes un Dieu (Kiss Kiss, Bang Bangalore) : lui-même (saison 17, épisode 17) (dessin animé)
- 2008 : Stargate : Continuum de Martin Wood : Général Jack O'Neill (téléfilm)
- 2009 : Stargate SG-1: Children of the Gods - Final Cut : Colonel Jack O'Neill (téléfilm)
- 2009 - 2010 : Stargate Universe : Général Jack O'Neill (6 épisodes)
- 2011 : Facing Kate (Fairly Legal) : David Smith (saison 1 : épisodes 5, 8, 9 et 10)
- 2012 : Raising Hope (Jimmy and the Kid) : Keith (saison 2, épisode 6)
- 2013 : Don't Trust the B---- in Apartment 23 (The original B) : Richard Dean Anderson (saison 2, épisode 19)

### Jeu vidéo
- 1997 : Fallout : Killian Darkwater, le maire de Dépôtville (Junktown) (voix)
- 2013 : Stargate Unleashed : Colonel Jack O'Neill (voix)

## Voix françaises
En France, Edgar Givry est la voix régulière de Richard Dean Anderson dans la quasi-totalité de ses apparitions depuis MacGyver, le doublant tour à tour dans l'univers Stargate, Les Simpson ou encore Facing Kate. À titre exceptionnel, il a été doublé par Philippe Peythieu dans la mini-série Scandales à l'Amirauté puis par Gérard Rinaldi dans Piège à domicile.